# قینان
قینان یا کنعان (عبری:קֵינָן یا קאנאן به معنی «تملک» یا «آهنگر») از شخصیت‌های تنخ یهودی و پیامبران عهد عتیق در انجیل است که نخستین بار نامش در کتاب پیدایش و در زمرهٔ رؤسای طایفه از پیدایش تا طوفان نوح آمده است. قینان پسر انوش و نواده شیث پسر آدم بود. او هنگامی که انوش نود سال داشت، زاده شد. قینان در هفتاد سالگی صاحب نخستین فرزندش مهلائیل شد. قینان پسران و دختران دیگری داشت که نامشان در تورات نیامده است. او در ۹۱۰ سالگی درگذشت. نام قینان در نسب‌نامه عیسی و نیز در نسب‌نامه محمد پیامبر اسلام ذکر شده است. مزار این پیامبر در محله قینان اصفهان (خیابان خاقانی؛ مسجد مهدویه) وجود دارد.